# Великий Омеляник
Вели́кий Омеляник — село в Україні, у Луцькому районі Волинської області. Входить до складу Луцької міської громади.

## Географія

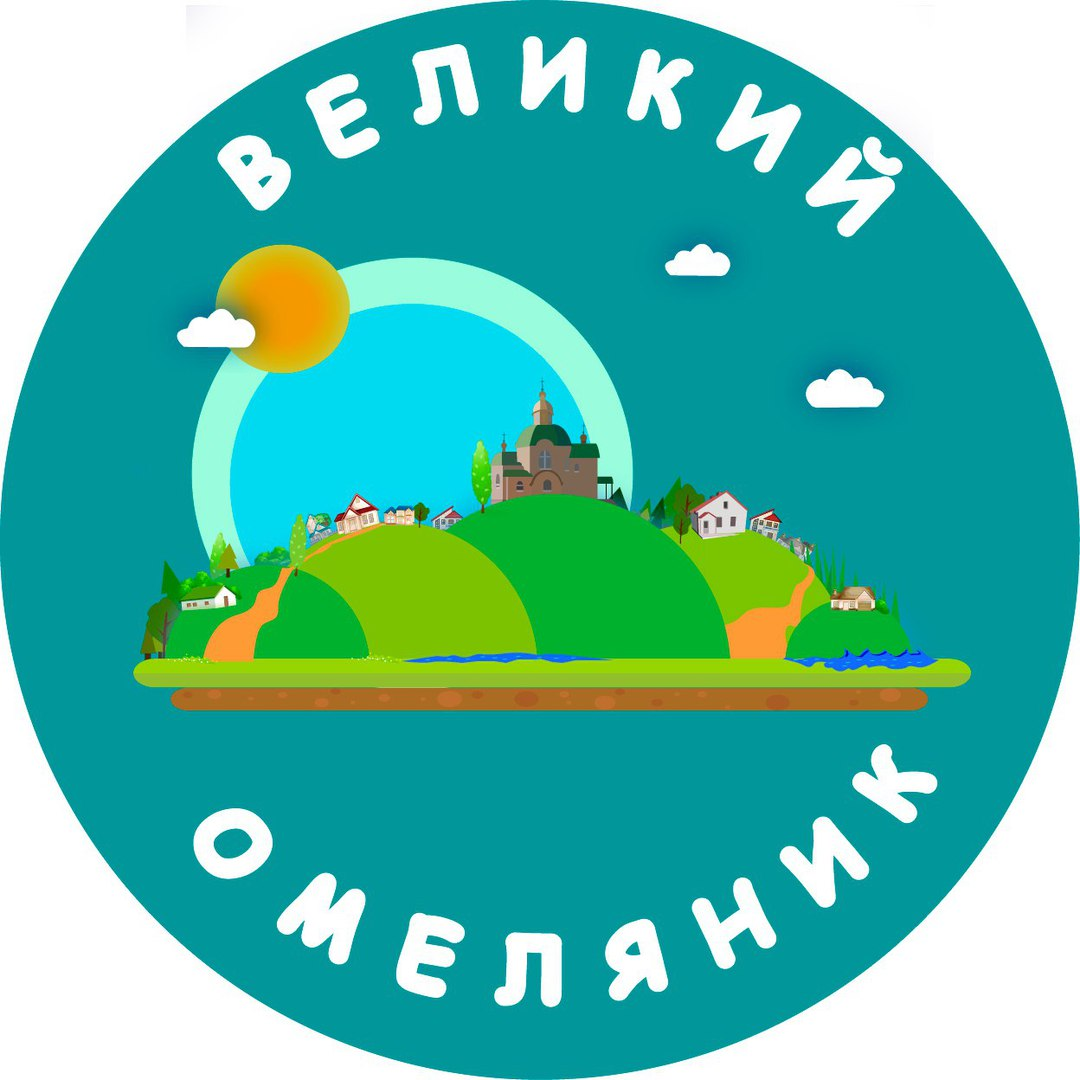

Село розміщується неподалік від сучасної  вулиці Львівської та Володимирської, що в Луцьку.
Через територію села протікає невелика річка Омеляник (Омелянівка).

## Історія
До 23 грудня 2016 року село підпорядковувалось Заборольській сільській раді Луцького району Волинської області.
З 23 грудня 2016 року до 12 червня 2020 року у складі Заборольської сільської громади. 
12 червня 2020 року, згідно з розпорядженням Кабінету Міністрів України  № 708-р, село увійшло до складу Луцької міської громади.

## Населення
Згідно з переписом УРСР 1989 року чисельність наявного населення села становила 692 особи, з яких 322 чоловіки та 370 жінок.
За переписом населення України 2001 року в селі мешкали 942 особи.

### Мова
Розподіл населення за рідною мовою за даними перепису 2001 року:
| Мова       | Відсоток |
| ---------- | -------- |
| українська | 99,68 %  |
| російська  | 0,11 %   |
| інші       | 0,21 %   |

## Відомі люди
Кушнір Ігор Миколайович — солдат 51-ї окремої механізованої бригади (Володимир-Волинський). Загинув під Іловайськом.
Юзеф Ігнацій Крашевський (1812—1887) — видатний письменник другої половини ХІХ століття. Його творчі зацікавлення сягали прози, поезії, літературної критики, журналістики, історії, етнографії, археології, філософії, живопису, компонування музики. Це далеко не весь перелік талантів, котрими володів і прославився Крашевський. Його доробок налічує коло 600 томів (без листування), у цьому числі близько 400 романів і повістей. Вважається найплодотворнішим письменником світової літератури, а його ім'я занесене до книги рекордів Гіннеса. 

## Історичні пам'ятки

### Пам'ятки археології
На території села відомі такі пам'ятки археології:
- За 0,3 км на північний схід від села і за 0,2 км на південь від траси Луцьк-Володимир-Волинський, на схилі лівого берега р. Омеляник (правосторонній доплив р. Стир) висотою 6-8 м над рівнем заплави — багатошарове поселення стжижовської, тшинецько-комарівської, вельбарської культур і давньоруського періоду площею 1,5 га.
- В східній частині села, на захід від території Міжколгоспбуду і пересувної механізованої колони, на схилі правого берега р. Омеляник висотою 6-8 м над рівнем заплави, на північ від сільської дороги — поселення періоду ХІІ-XIV ст. площею близько 1 га.
- На південно-західній околиці села, на схилі правого берега р. Омеляник на висоті 6 м над рівнем заплави — двошарове поселення тшинецько-комарівської культури доби бронзи та давньоруського періоду ХІІ-ХІІІ ст. площею 1 га.
- За 0,3 км на північний захід від села і 0,2 км від шосейної дороги сполученням Луцьк-Володимир-Волинський, на схилі лівого берега р. Омеляник висотою 4-6 м над рівнем заплави — двошарове поселення тшинецько-комарівської культури та періоду ХІІ-ХІІІ ст. площею 1,5 га. З південного і східного боків його оконтурює лінія електропередач. Названі поселення густо насичені археологічним матеріалом.
- У південно-західній частині села, на мисі першої надзаплавної тераси правого берега р. Омеляник, на присадибній ділянці Б. Моторного та поруч із ним — двошарове поселення ХІ-ХІІІ ст. та пізньосередньовічного часу. У 2006 році на ньому були проведені стаціонарні археологічні розкопки під керівництвом Шкоропада В. В. В розкопі розмірами 16×8 м об'єктів виявлено не було, зібрано матеріали давньоруського періоду (серед них — цілий горщик ХІІІ ст.) та пізнього середньовіччя
- На відомому з'їзді монархів у Луцьку — найбільшому тоді дипломатичному з'їзді в Європі, що почався в січні 1429 року й тривав сім тижнів, зустріч короля Ягайла й Великого князя Литовського, Руського та Жемантійського Вітовта відбулась на Омелянику, звідки польського короля та його духовенство було запрошено до замку.

### Чеський цвинтар

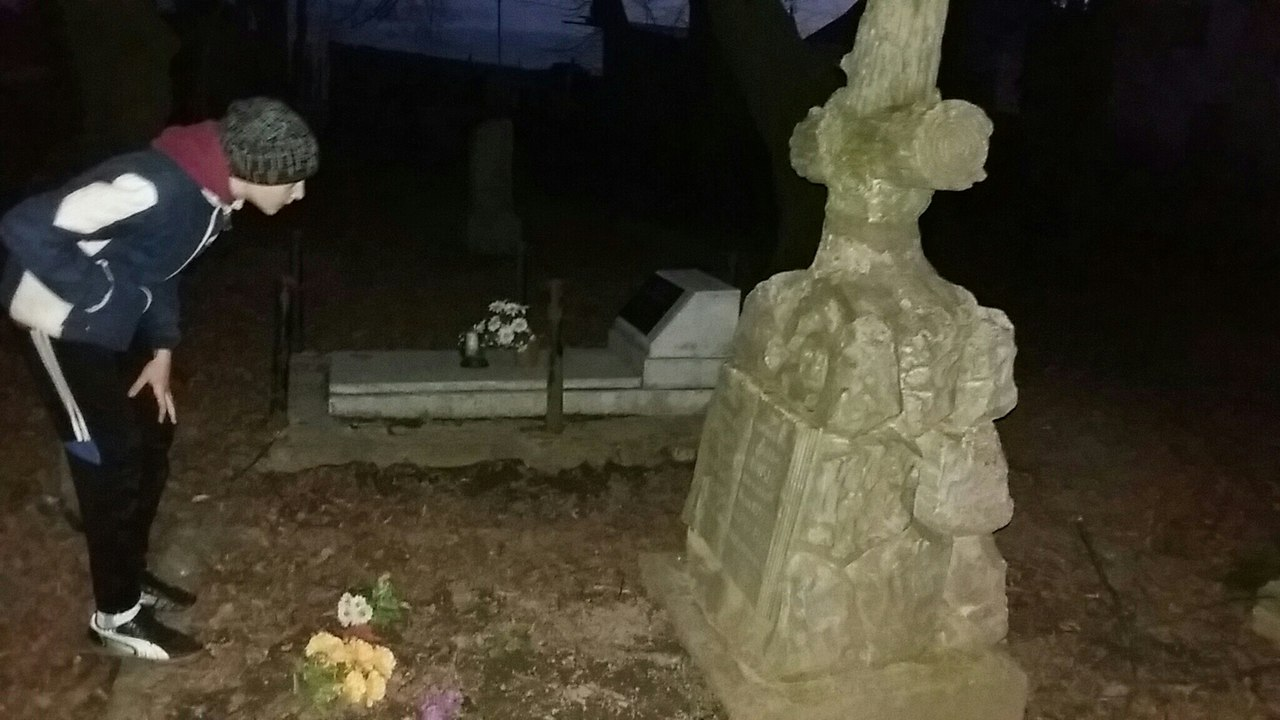
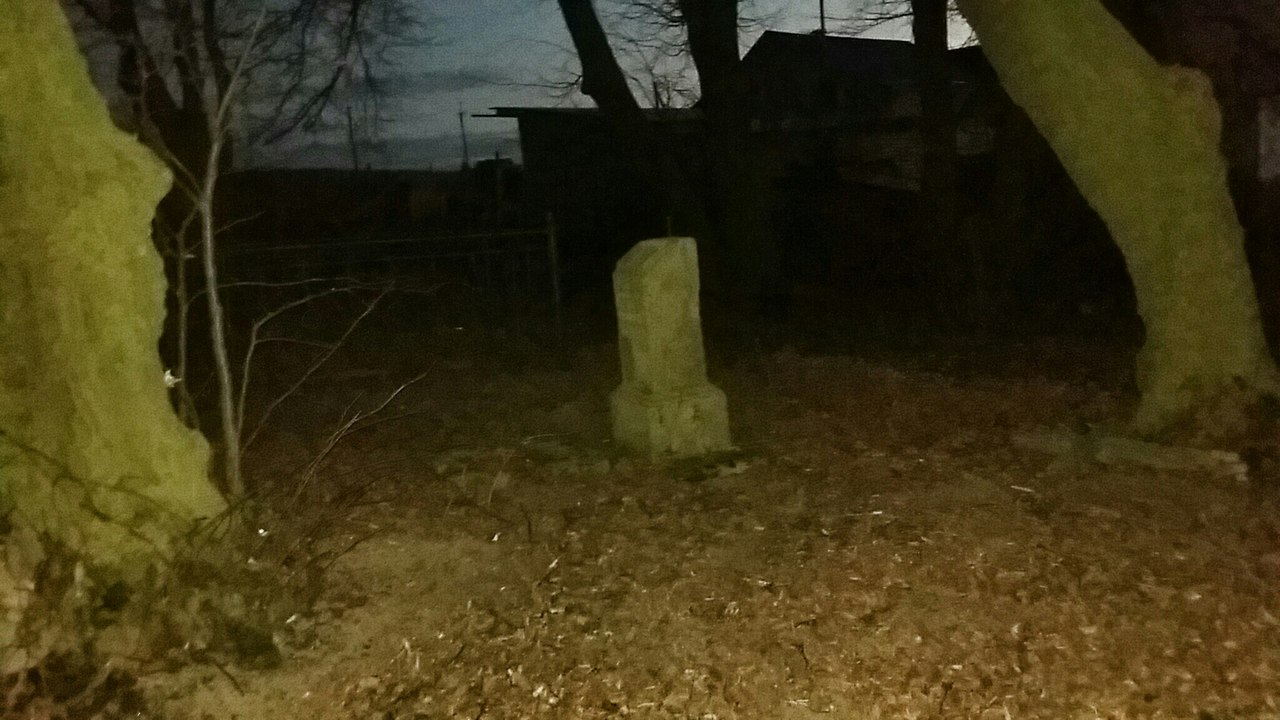
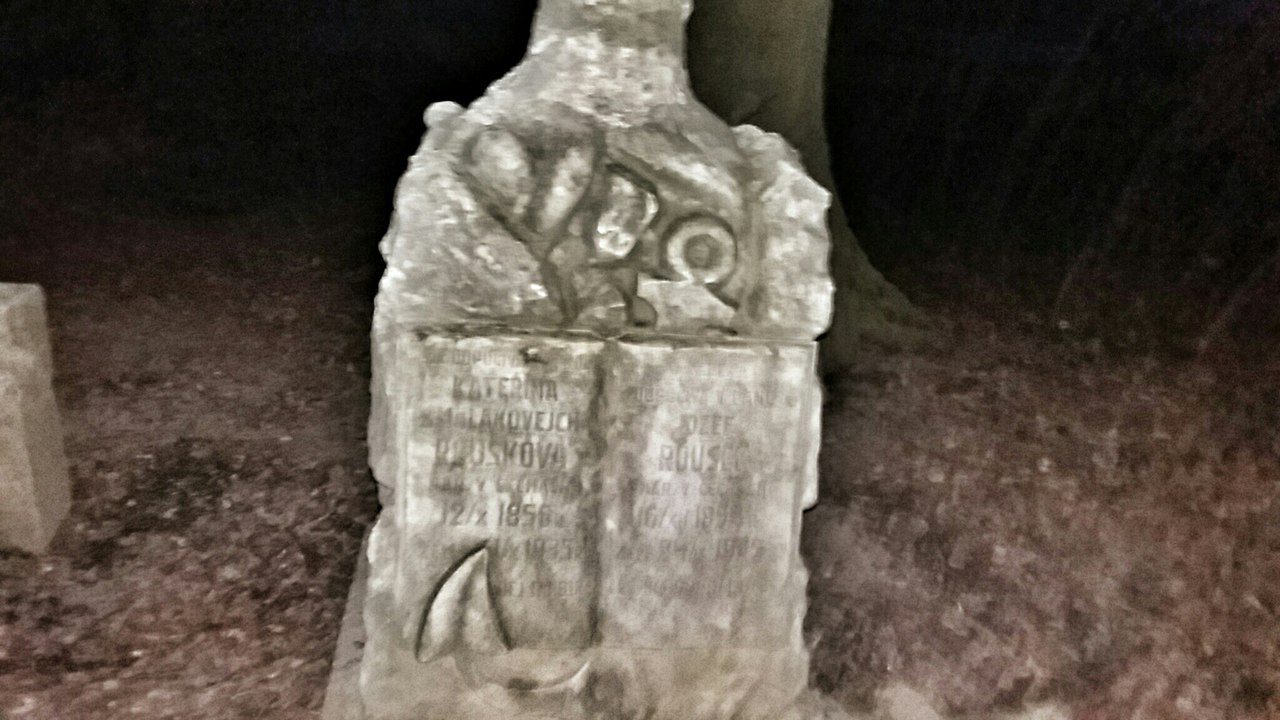
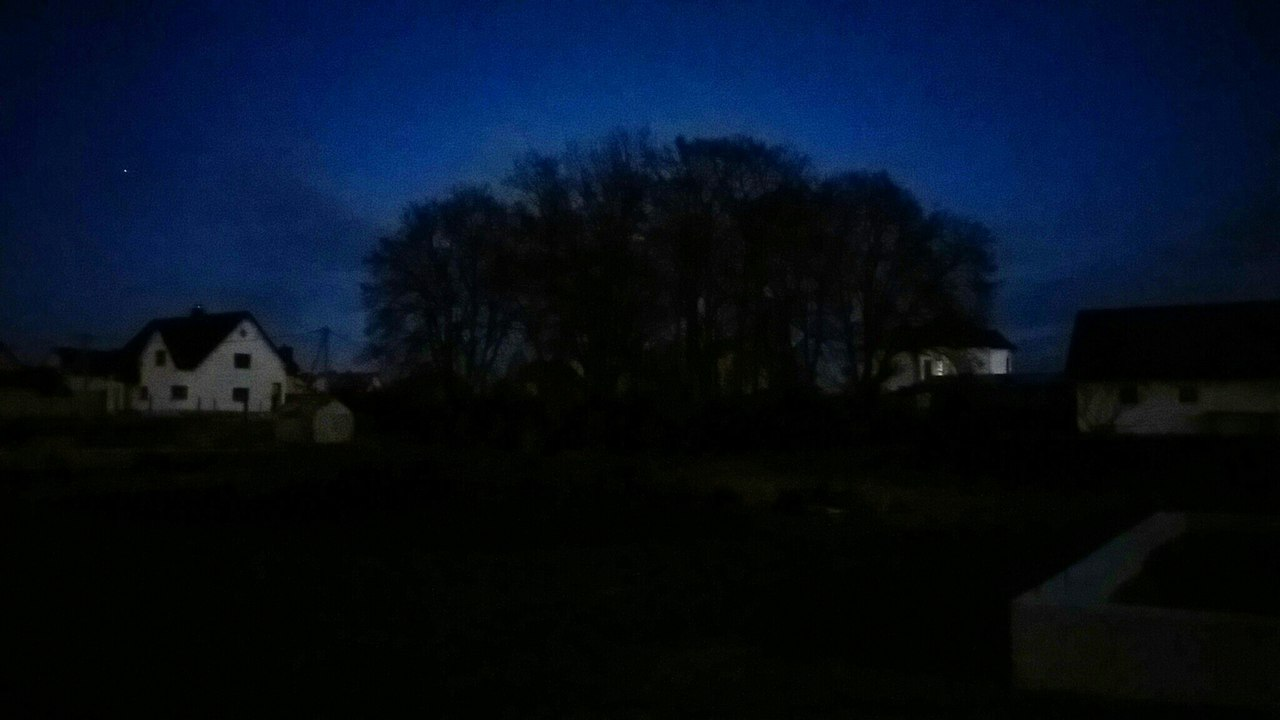

У Великому Омелянику залишився давній чеський цвинтар початку XIX(19) ст. — єдиний в Луцькому районі.

### Форт Омеляника
- Наприкінці XIX століття поряд з  селом був споруджений форт-фортеця часів І світової. Збудували його у зв'язку з розширенням Луцька. Всі форти, як зазначено в «Генеральном плане с показанием произведенных работ 1890 г. по Луцкой укрепленной позиции», були віддалені від історичного міського ядра на 4 кілометри. Таких фортів спорудили чотири. Цей був найдовший та найбільший. Зараз, лише, південна частина валу форту найзбереженіша по формі, контуру, висоті. Його особливість -це природна улоговина, яка дозволяла підійти з тилу без перешкод та непомітно для супротивника.

## Фотографії

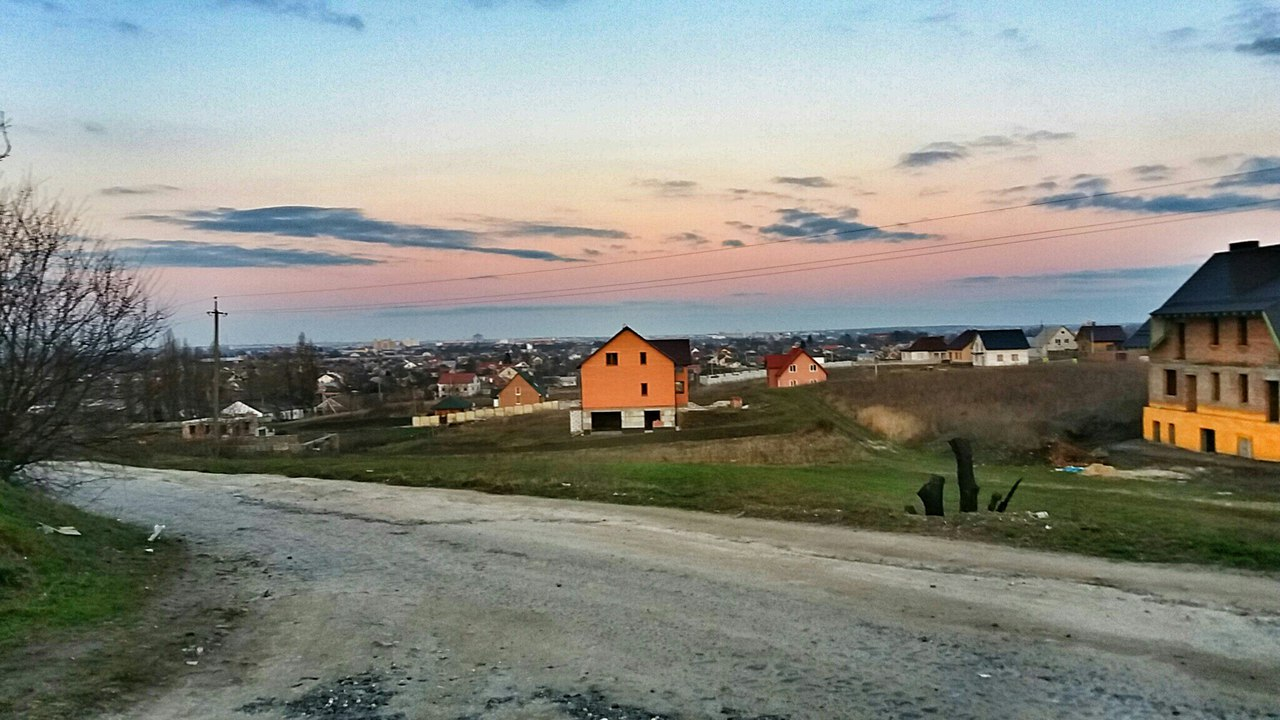
Вид на панораму Луцька з Будівельної вулиці
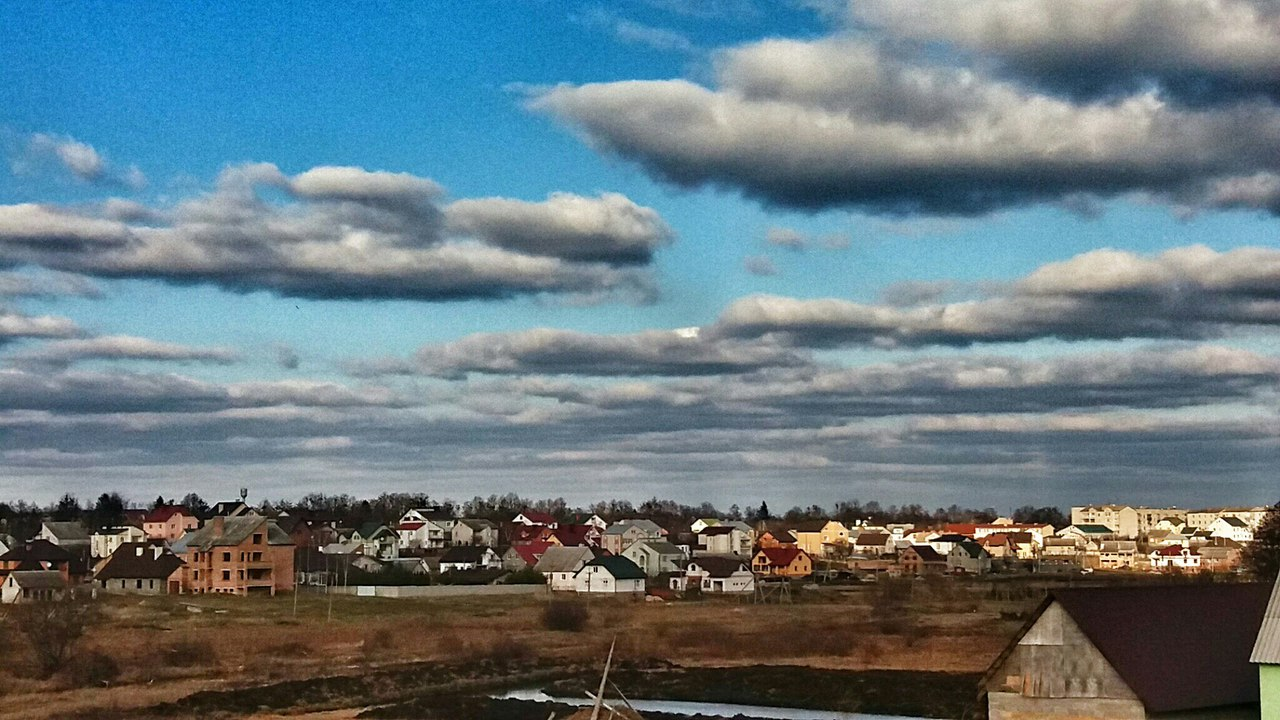
Панорама з села на вулицю Володимирську
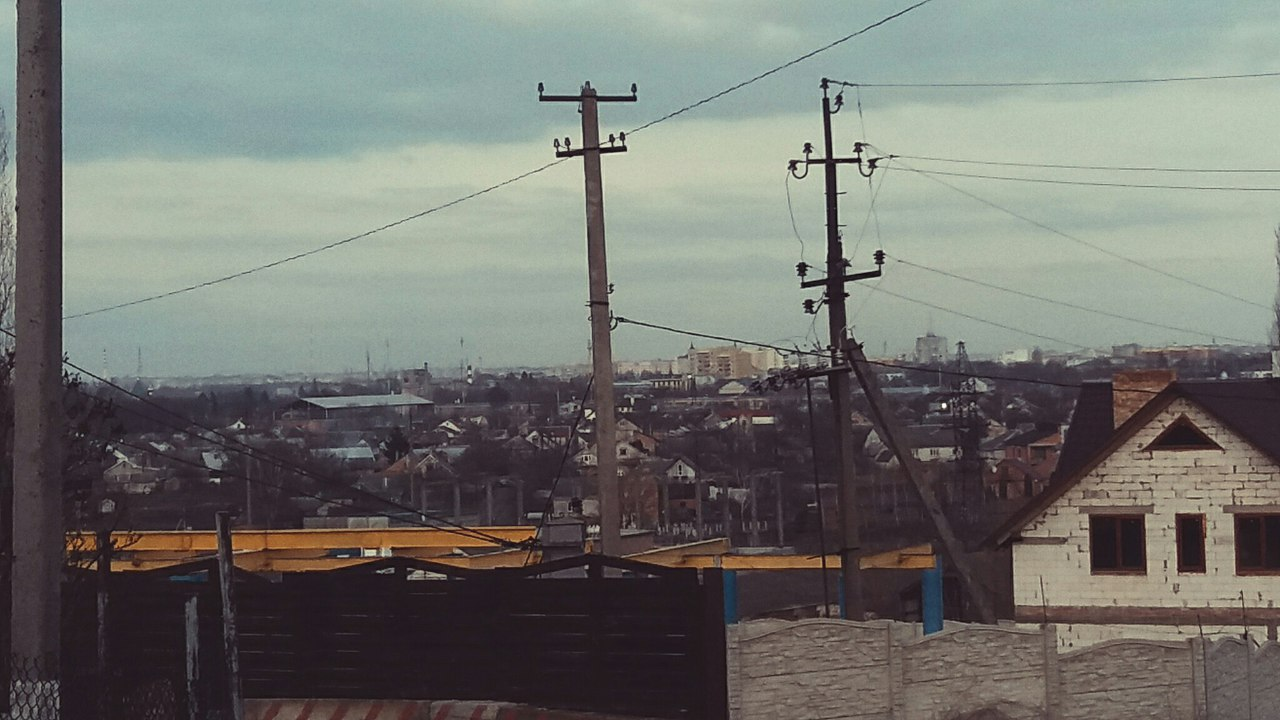
Вигляд на панораму Луцька з центральної вулиці Будівельна